# Idioscopus recurvatus
Idioscopus recurvatus är en insektsart som beskrevs av Kuoh och Fang 1985. Idioscopus recurvatus ingår i släktet Idioscopus och familjen dvärgstritar. Inga underarter finns listade i Catalogue of Life.